# Garchizy
 Garchizy  es una población y comuna francesa, situada en la región de Borgoña, departamento de Nièvre, en el distrito de Nevers y cantón de Pougues-les-Eaux.

## Demografía
| 3154 | 3189 | 3711 | 3612 | 3939 | 3819 |
| Para los censos de 1962 a 1999 la población legal corresponde a la población sin duplicidades (Fuente: INSEE [Consultar]) |      |      |      |      |      |